# Mandatul francez pentru Siria și Liban
Mandatul francez pentru Siria și Liban (sau Mandatul francez pentru Siria) a fost un Mandat al Ligii Națiunilor creat după încetarea Primului Război Mondial și după împărțirea Imperiului Otoman. În cei doi ani care au urmat încetării luptelor Primului Război Mondial în 1918, în conformitate cu prevederile acordului Sykes-Picot semnat de reprezentanții francezi și britanici în timpul conflagrației mondiale, Regatul Unit a preluat controlul asupra provinciei otomane Mesopotamia (Irak) și asupra sudului Siriei Otomane (Palestina și Iordania), în vreme ce Franța a preluat controlul asupra restului Siriei Otomane (Siria și Liban și Provincia Hatay a Turciei). 
În primii ani ai deceniului al treilea, controlul britanic și francez asupra acestor teritorii au fost oficializat prin sistemul mandatelor Ligii Națiunilor. Franța a fost desemnată ca putere mandatară pentru Siria pe 29 septembrie 1923. Mandatul includea teritoriile Siriei, Libanului și a fostei provincii otomane Hatay (Alexandretta). 
Mandatul francez al Siriei a durat până în 1943, când au fost au fost proclamate republicile independente ale Siriei și Libanului. În plus, Provincia Hatay a devenit parte a Republicii Turcia încă din 1939, în umra unui referendum. Trupele franceze au părăsit Siria și Libanul în 1946.

## Regatul arab al Siriei
După înfrângerea trupelor otomane din Siria, trupele britanice conduse de mareșalul Edmund Henry Allenby au intrat în Damasc în 1918, acompaniate de forțele rebele arabe conduse de Faisal I al Irakului, fiul Shariful Hussein din Mecca.
Faisal a pus bazele primului guvern arab în Damasc în octombrie 1918 și l-a numit pe Ali Rida Pasha ar-Rikabi în funcția de guvernator militar. 

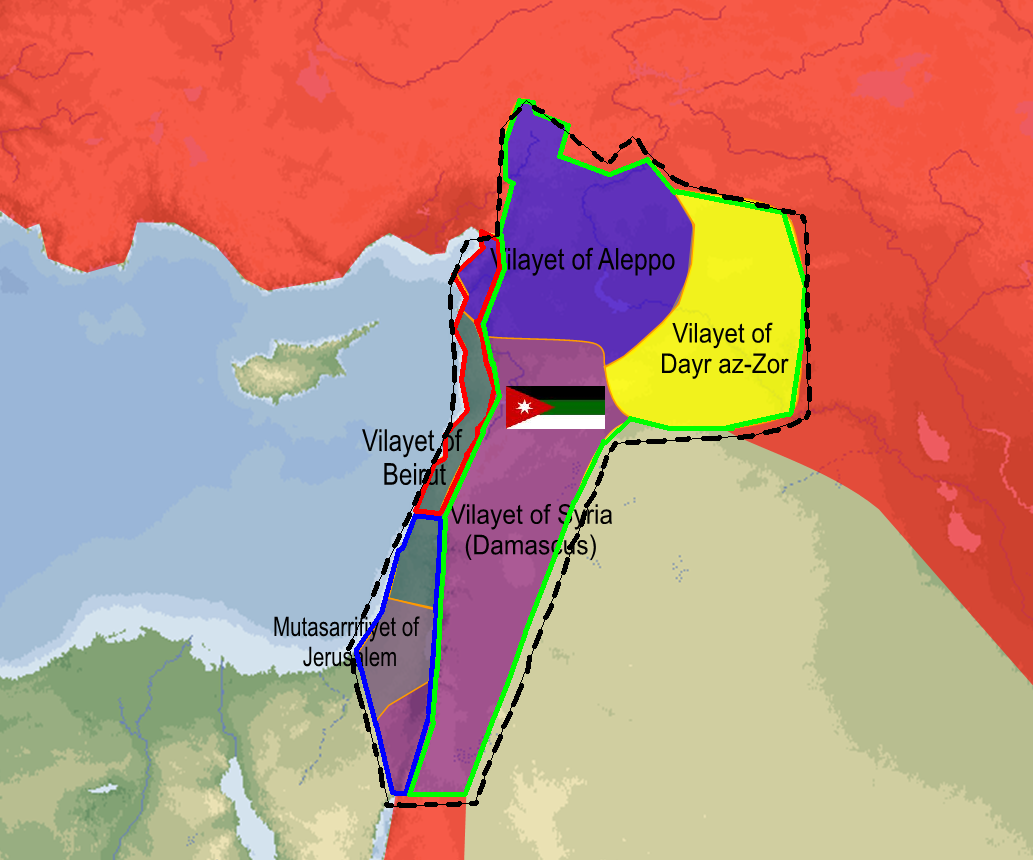
Regatul Siriei în 1918

Noua conducere arabă a numit conduceri locale în principalele orașe siriene iar Drapelul pan-arab a fost arborat în întreaga țară. Arabii sperau ca, în conformitate cu promisiunile britanice, noul stat să cuprindă toate teritoriile locuite de arabi, care se întindeau din Aleppo în nordul Siriei până la Aden, în sudul Yemenului. 

Drapelul arab în timpul administrației arabe (1918-1920)

În cele din urmă, mareșalu Allenby, în conformitate cu prevederile acordului secret  Sykes-Picot dintre Regatul Unit și Franța, au acceptat ca administrația arabă să poată funcționa doar în regiunile răsăritene ale Siriei. Palestina, (zona sudică) era rezervată britanicilor, iar Libanul francezilor. Ca urmare, trupele franceze au debarcat la Beirut și au ocupat întregul litoral libanez până la Naqoura (zona vestică), înlocuind trupele britanice. Imediat după debarcare, francezii au dizolvat administrația arabă din regiune. 
Francezii au cerut impunerea completă a acordului Sykes-Picot și trecerea Siriei sub controlul lor. pe 26 noiembrie 1919, britanicii s-au retras din Damasc pentru ca să nu izbucnească conflicte cu foștii aliați. Astfel, britanicii i-au lăsat pe arabi să se descurce cu noile autorități franceze. 
Faisal a făcut mai multe călătorii în Europa începând din noiembrie 1918 pentru ca să convingă guvernele francez și britanic să-și schimbe pozițiile, dar fără succes. Franța și-a demonstrat dorința să controleze regiunea și l-a numit pe generalul Henri Gouraud în funcția de Înalt comisar în Syria-Cilicia.
În timpul negocierilor Conferinței de Pace de la Paris, Faisal s-a aflat într-o poziție dezavantajată atunci când puterile europene au decis să ignore  cererile arabilor și să urmărească în schimb satisfacerea propriilor interese. 
În iunie 1919,  comisia americană King-Crane s-a deplasat în Siria ca să afle care este opinia populației locale față de viitorul țării. Comisia a avut ca țintă regiunea de la Aleppo la Beersheba. Membrii comisiei au vizitat 36 de orașe importante, s-au întâlnit cu peste 2.000 de delegați din mai mult de 300 de sate și au primit peste 3.000 de petiții. Concluziile comisiei au confirmat opoziția sirienilor față de sistemul mandatelor și față de prevederile Declarației Balfour. De asemenea, membrii comisiei au constatat dorința populației locale pentru o mare țară arabă unificată, Siria Mare, care ar fi trebuit să cuprindă și Palestina. Concluziile comisiei au fost respinse de Franța și ignorate de Anglia. 
În mai 1919, au fost organizate alegeri pentru Congresul Național Sirian. Aproximativ 80 dintre mandate au fost atribuite conservatorilor. Totuși, au fost aleși și o serie de naționaliști arabi dinamici, precum Jamil Mardam-Bey, Shukri al-Kuwatli, Ahmad al-Qadri, Ibrahim Hanano sau Riyad as-Solh.
La scurtă vreme după ce Faisal a acceptat un compromis cu premierul francez Georges Clemenceau și cu liderul sionist Weizmann în legătură cu problema imigrației evreiești în Palestina, au izbucnit rebeliuni în întreaga Sirie. Locuitorii din regiunea Munții Liban s-au revoltat, temându-se că vor fi încorporați într-un stat nou, majoritar creștin, Libanul Mare. 

Drapelul Regatului Arab al Siriei (8 martie – 24 iulie 1920)

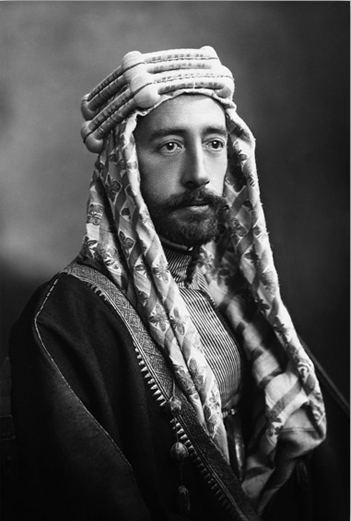
Faisal I, regele Siriei. După ce francezii au desființat practic Regatul Siriei, britanicii i-au oferit tronul Irakului

În martie 1920, Congresul Național Sirian din Damasc prezidat de Hashim al-Atassi a adoptat o rezoluție prin care respingea acordurile Faisal-Clemenceau. Congresul a proclamat independența Siriei în granițele ei „naturale” (care includeau Palestina) și l-au proclamat pe Faisal rege al arabilor. Congresul a proclamat de asemenea uniunea politică și economică cu Irakul învecinat, pentru care pretindeau să i se recunoască independența. Pe 9 mai 1920 a fost format un nou guvern avându-l ca premier pe Ali Rida ar-Rikabi. 
Pe 25 aprilie, în timpul negocierilor Tratatului de la Sevres, Consiliul suprem interaliat a oferit Franței mandatul pentru Siria (care includea  și Libanul), iar Regatului Unit i-a oferit mandatul Palestina (care includea și Transiordania) și Irak. Sirienii au reacționat organizând demonstrații violente și formând un guvern condus de Hashim al-Atassi (7 mai 1920). Noul guvern a hotărât să organizeze mobilizarea generală și a început să finanțeze organizarea forțelor armate. 

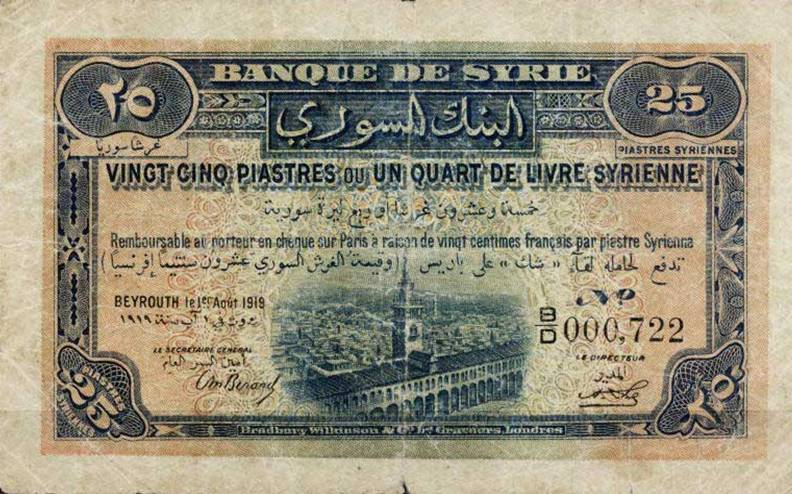
Bancnotă de 25 piaștri sirieni tipărită la Beirut de către Banca Siriei în 1919. Această bancă avea să fie redenumită „Banca Siriei și Libanului Mare” și a continuat să tipărească monedă atât pentru Siria, cât și pentru Liban până în deceniul al șaselea al secolului trecut

Aceste decizii au provocat reacții puternice atât din partea Franței, cât și din partea Patriarhiei maronite, care au declarat că deciziile sirienilor sunt de fapt o lovitură de stat. În  Beirut, presa creștină a publicat articole ostile față de decizia guvernului Faisal. Naționaliștii libaneze au profitat de criză și au convocat un congres al creștinilor din regiune pe 22 martie 1920, care a proclamat independența Libanului. 

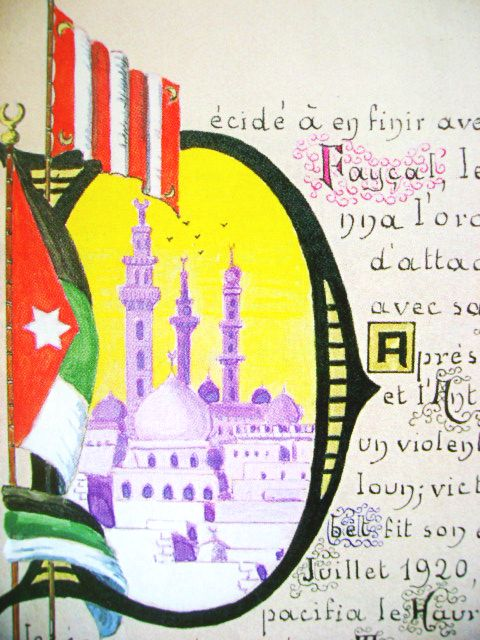
Ilustrație franceză a Damascului în 1920

Pe 14 iulie 1920, generalul Gouraud i-a dat lui Faisal un ultimatum, cerându-i să se coopereze sau să abdice. Faisal și-a dat seama de că balanța puterii îi este puternic defavorabilă și a decis să coopereze. Tânărul său ministru de război, Yusuf al-Azmah, a refuzat însă să accepte condițiile francezilor și și-a condus tânăra armată în scurtul război franco-sirian. Francezii i-au înfrânt pe sirieni în bătălia de la Maysaloun.  Generalul francez Mariano Goybet a ieșit victorios după o luptă care a ținut mai puțin de o zi, iar Yusuf și mulți dintre apropiații săi au căzut pe câmpul de luptă. Trupele franceze au intrat în Damasc pe 24 iulie 1920. 
Comunitatea creștină din Liban i-a întâmpinat pe francezi ca pe niște eliberatori. În schimb, francezii au trebuit să facă față unei rezistențe puternice atunci când au intrat în Siria. Francezii au avut nevoie de trei ani pentru ca să câștige controlul asupra teritoriului sirian și să înfrângă mișcările insurgente.

## Mandatul
După încheierea Conferinței de la San Remo și înfrângerea efemerei monarhii siriene, generalul francez Henri Gouraud  a împărțit Siria în șase state: Damasc, Aleppo, Alewit, Jabal Druze, Hatay (Alexandretta) și Libanul Mare (care avea să devină Libanul zilelor noastre). 

Steagul Federației Siriene (1922-1924) și al Siriei (1924-1930)

În 1922, francezii au înființat o federație a trei dintre cele șase state, Damasc, Aleppo și Alawite, botezată „Fédération syrienne”. Jabal Druze, Alexandretta și Libanul Mare nu au devenit părți ale acestei federații. Statul Alawit s-a separat de federație pe 1 decembrie 1924, când Aleppo și Damascul au format „Statul Siria”. 

În 1925, revolta din Jabal Druze condusă de Sultan Pasha el Atrash a cuprins întreaga Sirie și s-a transformat într-o rebeliune generalizată. Franța a încercat să răspundă obligând parlamentul din Aleppo să declare secesiunea față de Damasc, dar patrioții sirieni au reușit să blocheze votul. 

Steagul Republicii Sirian (1932 – 1958, 1961 – 1963).

Pe 14 mai 1930, Statul Siria s-a transformat în Republica Siria și sirienii au primit o nouă constituție. Doi ani mai târziu, în 1932, a fost adoptat un nou steag al republicii. Pe acest steag apăreau trei stele, care reprezentau cele trei regiuni ale republicii: Damasc, Aleppo și Deir ez Zor.
În 1936 a fost semnat  tratatul de independență franco-sirian, care însă nu a fost ratificat de parlamentul francez. Tratatul a permis totuși regiunilor Jabal Druze, Latakia) și Alexandretta să fie încorporate în republica siriană în următorii doi ani. Libanul Mare (Republica Liban contemporană) a fost singurul stat care nu s-a alăturat Republicii Siria.  Hashim al-Atassi, care a fost premier în timpul scurtei domnii a regelui Faisal (1918–1920), a fost primul președinte ales în conformitate cu prevederile noii constituții adoptate după semnarea tratatului de independență. 
În septembrie 1938, Franța a separat regiunea Alexanderetta și a transformat-o în Republica Hatay. Republica Hatay s-a alăturat Turciei în anul următor, în iunie 1939. Siria nu a recunoscut încorporarea regiunii Hatay în Turkey, iar chestiunea se află încă în dispută în zilele noastre. 
După înfrângerea Franței în 1940 în timpul celui de-al Doilea Război Mondial, Siria a trecut sub controlul guvernului de la Vichy. Siria a trecut sub controlul britanicilor și francezilor liberi după succesul camapaniei din Siria și Liban din iulie 1941. Siria și-a proclamat independența încă o dată în 1941. 
Pe 29 mai 1945, Franța a bombardat Damascul și a încercat să-i aresteze pe liderii sirieni aleși în mod democratic. În timp ce avioanele franceze bombardau Damascul, premierul sirian Faris al-Khoury lua parte la conferința de fondare a ONU de la San Francisco și prezenta cererea țării sale de independență și de renunțare la statutul de teritoriu sub mandat. Forțele franceze au fost obligate ca, sub presiunea continuă a naționaliștilor sirieni, dar și a guvernului de la Londra, să părăsească Siria în aprilie 1946. 
În deceniul al cincilea, britanicii au susținut în secret crearea Siriei Mari, care ar fi fost o garanție a apărării poziției dominante militare, economice și culturale britanice în regiune. Britanicii propuneau în schimb contracararea definitivă a ambițiilor evreiești în Palestina. Franța și ONU s-au opus însă instaurării hegemoniei britanice în regiune, ceea ce a permis în cele din urmă apariția statului Israel .

## Statutul postbelic și fondarea ONU
Pe 27 septembrie 1941, Franța a recunoscut, în virtutea și în cadrul Mandatului, independența și suveranitatea Statului Siria. Se proclama astfel că „independența și suveranitatea Siriei și Libanului nu va afecta situația juridică așa cum rezultă din actul Mandatului. În mod firesc, această situație nu poate fi schimbată decât prin acordul Consiliului Ligii Națiunilor, cu asentimentul Guvernului Statelor Unite, semnatar al Convenției franco-armene din 4 aprilie 1924, și numai după încheierea între guvernul francez și cele sirian și libanez a unor tratate ratificat în mod corespunzător culegile Republicii Franceze.
Ar mai trebui amintit că în momentul în care se desfășura conferința de fondare a ONU, existau mai mulți membri fondatori a căor statalitate putea fi pusă la îndoială. În acele momente, Franța considera încă Siria și Libanul ca fiind subiecte ale Mandatelor Ligii Națiunilor.
Duncan Hall apreciază că se poate spune că mandatul pentru Siria a fost încheiat fără o acțiune formală din partea Ligii sau succesorului ei. Mandatul a fost încheiat prin declarației puterii mandatare și a proclamării independenței statelor înseși, urmată de un proces de recunoaștere necondiționată a independenței de către alte puteri. Totul a culminat cu admiterea oficială a statelor independete în ONU. Articolul 78 al Cartei ONU a pus capăt statutului de teritoriu sub tutelă a oricărui stat membru („Sistemul tutelei nu va fi aplicat teritoriilor care au devenit membre ale Națiunilor Unite, relațiile dintre ele vor fi bazate pe respect pentru principiul al egalității suverane”) 

## Statele create în timpul mandatului francez
În timpul mandatului Franței au fost create mai multe state pe teritoriul fostei Sirii Mari unite. Desenarea granițelor acestor state a fost bazată în principal exploatarea diferitelor rivalități religioase. Practic însă, aproape toate sectele din Siria au fost ostile mandatului și a împărțirii teritoriale făcută de francezi. Această apreciere este susținută de numărul mare de revolte antifranceze din Siria Mare în timpul mandatului francez. 
Pe de altă parte, creștinii maroniți visau să fondeze un stat independent cu ajutorul francezilor. Libanul a avut din acest motiv o situație aparte printre statele formate în timpul mandatului francez. 

### Statul  Libanului Mare

Drapelul Libanului Mare în timpul mandatului francez

Generalul Gouraud a proclamat pe 1 septembrie 1920 înființarea Statului Libanul Mare (în limbile franceză: État de Grand Liban; arabă: دولة لبنان الكبير). 
Libanul Mare a fost creat ca un „refugiu sigur” pentru populația maronită din Mutasarrifia (unitatea administrativă otomană) a Muntelui Liban. Regiunea majoritar creștină de pe Muntele Liban s-a bucurat de-a lungul dominației otomane de grade variabile de autonomie. Libanul Mare includea însă, în afară de regiunea majoritar creștină și regiuni cu  populație majoritar musulmană, regiuni care nu fuseseră niciodată parte a Maronite Mutasarrifia, de aici și denumirea de "Mare". Este vorba de regiunile care în zilele noastre formează guvernoratele „Nord”, „Sud”, „Beirut” și Valea Bekaa. 
Capitala Libanului Marea a fost proclamat orașul Beirut. Noului stat i-a fost alocat un steag care contopea steagul Franței cu cedrul libanez. 
Musulmanii din Libanul Mare au respins noul stat încă de la proclamare. Ei au boicotat recensemântul din 1922 și au refuzat să accepte cărțile de identitate până când generalul Gouraud a acceptat ca autoritățile să șteargă din acte rubrica „cetățenia libaneză”. Musulmanii au cerut neîntrerupt unirea cu Siria. Conflictele dintre musulmani și creștini a culminat cu Criza libaneză din 1958, în timpul căreia primii au dorit să se alăture nou proclamatei Republici Arabe Unite, în vreme ce cei din urmă s-au opus cu putere. Deși majoritatea libanezilor necreștini nu erau susținători ai independenței noului stat, maroniții au reușit totuși să o apere. Libanul a devenit astfel primul stat arab în care creștinii reprezentau majoritatea. 
Statul Libanul Mare a fost succedat în 1926 de Republica Liban. 

### Statul Alauiților

Drapelul Statului Alauiților în timpul mandatului francez

Statul Alauiților (în limbile franceză: État des Alaouites, arabă: دولة العلويين) a fost localizat pe coasta siriană și a incorporat majoritatea alauiților, o ramură a musulmanilor șiiți. Capitala statului a fost orașul-port Latakia. 
La început, a fost un teritoriu autonom sub conducerea franceză, Teritoriile Alauite. A devenit parte a Federației Siriene în 1922, dar a părăsit federația în 1924 și a devenit Statul Alauților. Pe 22 septembrie 1930, a fost renumit Guvernoratul Independent al Latakiei. În cele din urmă, regiunea s-a alăturat Republicii Siriene pe 5 decembrie 1936.
Locuitorii acestui stat s-au răsculat în mai multe rânduri împotriva francezilor. Cea mai importantă rebeliune a fost cea condusă de Salih al-Ali. 

### Statul Jabal al-Druze

Drapelul Statului Jabal al-Druze în timpul mandatului francez

Jabal al-Druze s-a aflat sub mandat francez între 1921 – 1936. Regiunea a fost creată pentru populația druză din sudul Siriei. Regiunea a avut o populație de aproximativ 50.000 de persoane, iar capitala sa a fost As Suwayda.

### Statul Aleppo

Drapelul Statului Aleppo

Statul Aleppo (1920–1925) (în limbile franceză: État d'Alep, arabă: دولة حلب‎) a inclus majoritatea musulmanilor sunniți. Statul Aleppo ocupa nordul Siriei și toată valea fertilă a Eufratului din estul Siriei. În aceste regiuni se aflau cele mai multe zăcăminte minerale și cele mai fertile terenuri agricole siriene. Provincia autonomă (sanjakul) Alexandretta a fost adăugată Statului Aleppo în 1923. 
Capitala regiunii a fost orașul Aleppo, în care trăiau pe lângă musulmanii sunniți și comunități importante creștine șievreiești. În regiune se aflau și membrii ai comunităților șiite, alauite, kurde, siriace și asiriene. 
Populația majoritară sunnită s-a opus cu tărie împărțirii Siriei. Opoziția lor activă a dus la unirea de către francezi a Statelor Aleppo și Damascului în Statul Siriei. 

### Statul Damascului

Drapelul Statului Damascului

Statul Damascului a fost mandat francez din 1920 până în 1925. Capitala a fost orașul Damasc.

### Sanjakul Alexandretta
Sanjakul Alexandretta a fost un teritoriu autonom din 1921 până în 1923 în conformitate cu tratatul franco-turc din 20 octombrie  1921. În regiune se afla o comunitate turcică importantă, lângă care trăiau diferite comunități religioase arabe: sunniți, alauiți, siriaci ortodocși, arabi creștini-ortodocși, sau maroniți.  În regiune trăiau și comunități evreiești, asiriene, armene și elene. În 1923, Alexandretta a fost incorporat de Statul Aleppo, iar în 1925 a trecut direct în subordinea Siriei sub mandat francez, bucurându-se de un statut administrativ special. 
În alegerile din 1936 au fost aleși doi deputați favorabili independenței Siriei față de Franța. În același an au izbucnit revolte populare, iar în presa de turcă și siriană din regiune a apărut articole belicoase. Situația a fost adusă la cunoștința Ligii Națiunilor de către guvernul lui Mustafa Kemal Atatürk, care s-a plâns de maltratarea populației turce din regiune. Atatürk a cerut ca Alexandretta să revină Turciei, pretinzând că regiunea este locuită majoritar de turci. Sandjakul a primit un statut autonom în noiembrie 1937. Sandjakul a primit un teritoriu „distinct, dar nu separat” de Mandatul francez al Siriei, legat atât de Franța cât și de Turcia în problemele de apărare. 
Alocarea mandatelor în parlamentul local s-a bazat pe recensământul făcut de francezi în 1938 sub supraveghere internațională. Dintre cele 40 de mandate, 22 au revenit turcilor, 9 alauților, 5 armenilor, 2 sunniților și 2 creștinilor arabi. Parlamentul a fost convocat pentru vara anului 1938, iar tratatul franco-turc cu privire la sandjak a fost semnat pe 4 iulie 1938. 
Pe 2 septembrie 1938, parlamentul a proclamat Sandjakul Alexandretta drept Republica Hatay, ca reacție la luptele dintre comunitățile turcă și arabă. Republica a rezistat un an de zile și s-a aflat sub supravegherea militară comună franco-turcă. Numele „Hatay” a fost propus de Atatürk, iar guvernul local s-a aflat tot timpul sub controlul Ankarei. Președintele republicii, Tayfur Sökmen, a fost și membru al parlamentului turc ales în 1935, iar premierul Abdurrahman Melek a îndeplinit în paralel funcția de prim-ministru al republicii și pe cea de deputat al parlamentului turc ale în 1939. 
În 1939, a fost organizat în Hatay un referendum, în umra căruia republica a devenit provincie a Turciei. Referendumul a fost etichetat ca „mascaradă” de către jurnalistul britanic Robert Fisk. Francezii au avut astfel pretextul necesar pentru ca să predea controlul asupra regiunii în mâna turcilor. S-a comentat că astfel, francezii au sperat ca turcii să se alieze cu Parisul împotriva Germaniei Naziste . 
După anexarea Alexandrettei de către turci, 60.000 de creștini și aleuiți au fugit în Siria.